# Giovanna di Borbone (regina)
Giovanna di Borbone (Vincennes, 3 febbraio 1338 – Parigi, 6 febbraio 1378) è stata duchessa consorte di Normandia e Delfina di Francia dal 1350 al 1364, poi Regina consorte di Francia dal 1364 alla sua morte.

## Origine
Principessa della casa reale francese, discendente dal re di Francia, San Luigi IX, Giovanna, sia secondo la Histoire du Bourbonnais et des Bourbons qui l'ont possédé, Volume 1, che secondo la Histoire généalogique et chronologique de la maison royale de France era  figlia del secondo Duca di Borbone e Conte di Clermont, Pietro I e di sua moglie, la principessa francese Isabella di Valois, che, secondo la Chronique parisienne anonyme du XIVe siècle era figlia del conte di Valois, Conte di Angiò e del Maine, conte d'Alençon e conte di Chartres, che fu anche imperatore consorte titolare dell'Impero Romano d'Oriente e re titolare d'Aragona, Carlo di Valois e della sua terza moglie, Matilde di Châtillon ed era sorella (Giovanna era la nipote) del futuro re di Francia Filippo di Valois, di Bianca di Valois (1317 - 1348), moglie di Carlo, conte di Lussemburgo, re di Boemia, Re dei Romani e futuro Imperatore del Sacro Romano Impero (fu la madre di Caterina di Lussemburgo) e di Maria di Valois (1311 - 1341), in quanto moglie di Carlo d'Angiò, fu Duchessa di Calabria e fu la madre di Giovanna I di Napoli.
Pietro I di Borbone, ancora sia secondo la Chronique parisienne anonyme du XIVe siècle, che la Histoire du Bourbonnais et des Bourbons qui l'ont possédé, Volume 1, e la Histoire généalogique et chronologique de la maison royale de France era il figlio primogenito del Signore e poi primo duca di Borbone, conte di Clermont e conte di La Marche, Luigi I e della moglie, Maria di Avesnes, nota anche come Maria di Hainaut.
Giovanna era la sorella di Bianca, moglie del re di Castiglia e León, Pietro I e di Bona, moglie del Conte di Savoia e Conte d'Aosta e Moriana, Amadeo VI.

## Biografia

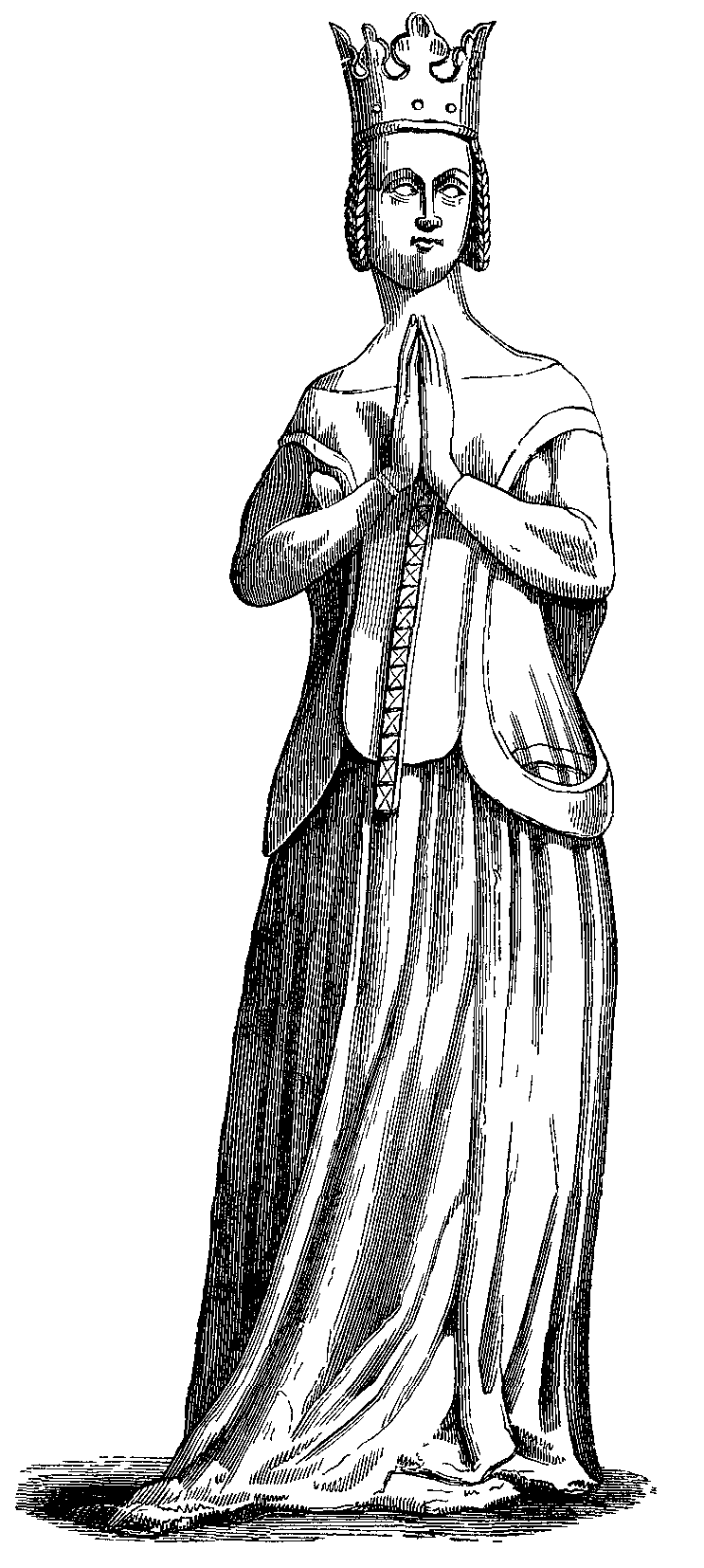
Incisione ripresa da una statua raffigurante Giovanna di Borbone.

Quando Giovanna aveva circa cinque anni, suo padre, Pietro I, cercò di fidanzarla con Amedeo, l'erede della contea di Savoia, di circa dieci anni, come, secondo la Histoire généalogique et chronologique de la maison royale de France, risulta da due lettere, scritte da Pietro I, nel febbraio del 1343.
Nel 1347, secondo gli Ægidii de Roya Annales Belgici, vi fu una trattativa di fidanzamento con Goffredo, il figlio secondogenito del duca di Brabante e duca di Limburgo, Giovanni III (duo filii ducis Brabantiæ Parisis acceperunt uxores: Henricus primogenitus filiam ducis Normanniæ et Godefridus filiam ducis Borbonii).
Nel 1348, secondo il documento n° CCLXII dell'Histoire de Dauphiné, fu redatto un contratto di matrimonio di Giovanna (Dom. Johannam primogenitam Dom. Ducis Borbonesii) con Umberto II, barone de la Tour-du-Pin e delfino del Viennois e conte di Albon (Dom. Humberti Dalphini Vienn.); anche questa trattativa non si concluse fu interrotta nel febbraio 1349.
Nel luglio del 1349, secondo il documento n° CCLXXVII della Histoire de Dauphiné, fu stipulato dai rispettivi genitori, Pietro I (Pierre Duc de Bourbonnois conte de Clermont et de la Marche) e Giovanni il Buono (Jehan ainsnez fils du Roy de France, Duc de Normandie et de Guyenne) un nuovo contratto di matrimonio di Giovanna (Jehanne de Bourbon nostre ainsnée fille) con il nuovo delfino del Viennois, Carlo (Charles de France nostre ainsnez fils).
Giovanna, l'8 aprile 1350, a Tain, nel Delfinato sposò il nuovo delfino, Carlo, figlio primogenito dell'erede al trono del regno di Francia, Giovanni il Buono e della sua prima moglie, Bona di Lussemburgo, come ci viene confermato dalla Chronique parisienne anonyme du XIVe siècle.
In quello stesso anno, suo suocero, Giovanni il Buono divenne re di Francia e suo marito, Carlo divenne l'erede al trono.
Suo padre, Pietro I, fu ucciso durante la battaglia; il suo corpo fu trasportato a Parigi e sepolto nella Chiesa dei Giacobini. Nei suoi titoli gli succedette l'unico figlio maschio, Luigi, come Luigi II.
Il 23 giugno 1358, sua madre, Isabella, lasciò ai figli 25.000 lire tornesi e, dopo aver preso il velo, si ritirò nel convento di San Marcello dei francescani di Parigi.
Giovanna divenne regina, nel 1364, alla morte del suocero, Giovanni II il Buono, e venne incoronata il 19 maggio.
Da uno studio sulla pazzia del figlio, Carlo, il futuro Carlo VI, risulta che Giovanna, nel 1373, dopo la nascita del suo ottavo figlio, ebbe un completo esaurimento nervoso con perdite di memoria, che durò alcuni mesi.
Sempre quello studio riporta che le condizioni mentali del nonno e del bisnonno furono instabili
Giovanna, secondo la Chronique des règnes de Jean II et de Charles V. Tome 2, morì due giorni dopo aver dato alla luce la sua ultima figlia, Caterina; lo storico francese, Jean Froissart, racconta che, mentre Giovanna era in avanzato stato di gravidanza volle fare un bagno, nonostante il parere contrario dei medici, poco dopo le si ruppero le acque e morì dando alla luce la bambina.
Il re, Carlo V, rimase molto turbato per la morte di Giovanna e non fu più lo stesso.
Il cuore della regina fu sepolto nella chiesa dei Cordiglieri e le sue viscere nella chiesa dei Celestini a Parigi. Il cadavere venne infine sepolto nella Necropoli reale della basilica di Saint-Denis.

## Figli
Giovanna a Carlo V di Francia diede nove figli:
- Giovanna (fine settembre 1357-21 ottobre 1360), tumulata il 12 novembre 1360 nell'Abbazia Saint-Antoine-des-Champs[23];
- Giovanni (1359-dopo il 19 maggio 1364)[24];
- Bonne (1360-7 novembre 1360), tumulata il 12 novembre 1360 nell'abbazia Saint-Antoine-des-Champs[23];
- Giovanna (6 giugno[25] - 21 dicembre 1366), tumulata nella Necropoli reale della basilica di Saint-Denis[26];
- Carlo (3 dicembre 1368[27] - 21 ottobre 1422), futuro re di Francia, Carlo VI[28];
- Maria (27 febbraio 1370[29] - giugno 1377), fidanzata a Guglielmo di Baviera[24];
- Luigi (13 marzo 1372[30] - 23 novembre 1407), duca d'Orléans[24];
- Isabella (24 luglio 1373[31] - 23 febbraio 1378), tumulata il 25 febbraio 1378 nell'Abbazia Saint-Antoine-des-Champs[32];
- Caterina (4 febbraio 1378[33] - ottobre 1388), che sposò Giovanni II di Berry[24].

## Ascendenza
|                     |                        |                              | Genitori                     |  |  | Nonni |  |  | Bisnonni            |  |  | Trisnonni           |  |
|                     |                        |                              |                              |  |  |       |  |  | Roberto di Clermont |  |  | Luigi IX di Francia |  |
|                     |                        |                              |                              |  |  |       |  |  | Roberto di Clermont |  |  | Luigi IX di Francia |  |
|                     |                        | Margherita di Provenza       |                              |  |  |       |  |  | Roberto di Clermont |  |  |                     |  |
| Luigi I di Borbone  |                        |                              |                              |  |  |       |  |  | Roberto di Clermont |  |  |                     |  |
|                     |                        | Beatrice di Borgogna-Borbone | Giovanni di Borgogna-Borbone |  |  |       |  |  |                     |  |  |                     |  |
|                     |                        | Beatrice di Borgogna-Borbone | Giovanni di Borgogna-Borbone |  |  |       |  |  |                     |  |  |                     |  |
|                     |                        | Beatrice di Borgogna-Borbone | Agnese di Borbone-Dampierre  |  |  |       |  |  |                     |  |  |                     |  |
| Pietro I di Borbone |                        | Beatrice di Borgogna-Borbone |                              |  |  |       |  |  |                     |  |  |                     |  |
|                     |                        | Giovanni I di Hainaut        | Giovanni I d'Avesnes         |  |  |       |  |  |                     |  |  |                     |  |
|                     |                        | Giovanni I di Hainaut        | Giovanni I d'Avesnes         |  |  |       |  |  |                     |  |  |                     |  |
|                     |                        | Giovanni I di Hainaut        | Adelaide d'Olanda            |  |  |       |  |  |                     |  |  |                     |  |
| Maria di Avesnes    |                        | Giovanni I di Hainaut        |                              |  |  |       |  |  |                     |  |  |                     |  |
|                     |                        | Filippa di Lussemburgo       | Enrico V di Lussemburgo      |  |  |       |  |  |                     |  |  |                     |  |
|                     |                        | Filippa di Lussemburgo       | Enrico V di Lussemburgo      |  |  |       |  |  |                     |  |  |                     |  |
|                     |                        | Filippa di Lussemburgo       | Margherita di Bar            |  |  |       |  |  |                     |  |  |                     |  |
| Giovanna di Borbone |                        | Filippa di Lussemburgo       |                              |  |  |       |  |  |                     |  |  |                     |  |
|                     | Filippo III di Francia | Luigi IX di Francia          |                              |  |  |       |  |  |                     |  |  |                     |  |
|                     | Filippo III di Francia | Luigi IX di Francia          |                              |  |  |       |  |  |                     |  |  |                     |  |
|                     | Filippo III di Francia | Margherita di Provenza       |                              |  |  |       |  |  |                     |  |  |                     |  |
| Carlo di Valois     | Filippo III di Francia |                              |                              |  |  |       |  |  |                     |  |  |                     |  |
|                     |                        | Isabella d'Aragona           | Giacomo I d'Aragona          |  |  |       |  |  |                     |  |  |                     |  |
|                     |                        | Isabella d'Aragona           | Giacomo I d'Aragona          |  |  |       |  |  |                     |  |  |                     |  |
|                     |                        | Isabella d'Aragona           | Iolanda d'Ungheria           |  |  |       |  |  |                     |  |  |                     |  |
| Isabella di Valois  |                        | Isabella d'Aragona           |                              |  |  |       |  |  |                     |  |  |                     |  |
|                     |                        | Guido IV di Châtillon        | Guido III di Châtillon       |  |  |       |  |  |                     |  |  |                     |  |
|                     |                        | Guido IV di Châtillon        | Guido III di Châtillon       |  |  |       |  |  |                     |  |  |                     |  |
|                     |                        | Guido IV di Châtillon        | Matilda di Brabante          |  |  |       |  |  |                     |  |  |                     |  |
| Mahaut di Châtillon |                        | Guido IV di Châtillon        |                              |  |  |       |  |  |                     |  |  |                     |  |
|                     |                        | Maria di Bretagna            | Giovanni II di Bretagna      |  |  |       |  |  |                     |  |  |                     |  |
|                     |                        | Maria di Bretagna            | Giovanni II di Bretagna      |  |  |       |  |  |                     |  |  |                     |  |
|                     |                        | Maria di Bretagna            | Beatrice d'Inghilterra       |  |  |       |  |  |                     |  |  |                     |  |
|                     |                        | Maria di Bretagna            |                              |  |  |       |  |  |                     |  |  |                     |  |

### Fonti primarie
- (FR)  Chronique parisienne anonyme du XIVe siècle.
- (ES)  Crónicas de los reyes de Castilla: Crónica del rey don Pedro.
- (LA)  Recueil des historiens des Gaules et de la France, Tome 20.
- (LA)  Rerum Belgicarum Annales Chronici et Historici
- (LA)  Francisci Chronikon Pragense, Liber II
- (IT)  Rerum Italicarum scriptores, vol. 23.
- (LA, FR)  Histoire de Dauphiné et des princes, Tome II.

### Letteratura storiografica
- (FR)  Histoire généalogique et chronologique de la maison royale de France, Ducs de Bourbon.
- (FR)  Chronique des règnes de Jean II et de Charles V, Tome 1.
- (FR)  #ES Histoire du Bourbonnais et des Bourbons qui l'ont possédé, Volume 1.
- (FR)  Chronique des règnes de Jean II et de Charles V, Tome 2